# Eryngium huteri
Eryngium huteri  es una especie fanerógama de Eryngium perteneciente a la familia de las apiáceas.

## Descripción
Es una herbácea perennifolia, que alcanza un tamaño de 3-10 cm de altura, espinosa. Cepa leñosa, ramificada, sin restos fibrosos. Tallos de 0,1-0,2 cm de diámetro en la base, simples en la parte inferior y poco ramificados en la inflorescencia, verdes. Hojas todas ± coriáceas, espinosas, con nerviación pinnada blanquecina –algo reticulada pero con el retículo muy laxo (aréolas de varios milímetros)–, verdes y con bandas blanquecinas en torno al nervio central; las basales 1,5-5 × 1-1,8 cm, obovado-oblongas, ± profundamente pectinado-espinosas (pinnatífidas o pinnatipartidas), con pecíolo apenas diferenciado provisto de espínulas alargadas y setiformes, persistentes en la antesis; hojas caulinares 2-3, de 1,5-3,5 × 1,2-3 cm, esparcidas, opuestas o en verticilos de 3, todas fértiles, ovado-lanceoladas, profundamente dentado-espinosas, sésiles, subamplexicaules. Capítulos c. 8 mm, subesféricos, poco destacados del involucro, el central con pedúnculo de 10-30 mm, ± paucifloros, dispuestos en dicasios ± reducidos. Brácteas 5-7, de 15-25 × 3-10 mm, de 2-3 veces la longitud del capítulo, lanceolado-cuspidadas, con  4 espínulas a cada lado –de 1-5 mm–, rígidas, con nervio medio muy marcado, verdes, con espinas que alternan con ellas en la base o más frecuentemente sin ellas. Bractéolas 3,5-6 mm, tantas como flores, cuspidadas, glabras. Sépalos 1,5-2 mm, ovados, apiculados, verdes, con estrecho margen membranáceo blanquecino, glabros. Mericarpos de 2 mm, con filas de escamas.

## Distribución y hábitat
Se encuentra en las gleras, taludes y lugares rocosos abiertos, en substrato calizo; a una altitud de 2000-2400 metros en la Sierra de la Sagra y Sierra Mágina, y el macizo de Cazolla-Segura en España.

## Taxonomía
Eryngium huteri fue descrita por Porta & Rigo y publicado en Atti dell' Imperiale Regia Accademia di Scienze, Lettere ed Arti Degli Agiati di Rovereto II, 9: 29. 1891[1892].
Etimología
Eryngium: nombre genérico que probablemente hace referencia a la palabra que recuerda el erizo: "Erinaceus" (especialmente desde el griego "erungion" = "ción"), sino que también podría derivar de "eruma" (= protección), en referencia a la espinosa hojas de las plantas de este tipo.
huteri: epíteto
 Sinonimia
- Eryngium caespitiferum Font Quer & Pau	[3]